# Bodilly
Bodilly – osada w Anglii, w Kornwalii. Leży 20 km na wschód od miasta Penzance i 392 km na południowy zachód od Londynu. Miejscowość liczy 30 mieszkańców.